# Rissa (animal)
Rissa es un género perteneciente a la familia de las gaviotas, Laridae, compuesto por dos especies: la gaviota tridáctila (R. tridactyla) y la gaviota de pico corto (R. brevirostris). Este género se diferencia del resto de las gaviotas porque sus componentes tienen el dedo trasero parcial o completamente atrofiado presentando solo tres dedos funcionales en cada pata.

## Descripción y diferenciación
Las dos especies son gaviotas físicamente muy similares: de tamaño medio, rechonchas y de patas cortas. Tienen el pico amarillo sin manchas, la cabeza y el cuerpo blancos, salvo la espalda y la parte superior de las alas que son grises (aunque el gris de la piquicorta es más oscuro) y tienen las puntas de las alas completamente negras. Las gaviotas tridáctilas adultas son un poco más grandes (alrededor de 40 cm de largo con una envergadura alar de 90-100 cm) que las piquicortas (35-40 cm de largo con una envergadura de 84-90 cm). La gaviota piquicorta como su nombre indica tienen el pico más corto, los ojos más grandes y la cabeza más prominente y redondeada que la tridáctila. El color de las patas no es una forma de identificación del todo fiable porque aunque la mayoría de las gaviotas tridáctilas tienen las patas de color gris oscuro algunas las tienen de color rosáceo y hasta rojas como las tienen todas las piquicortas. En ambas especies los sexos son indistinguibles visualmente.

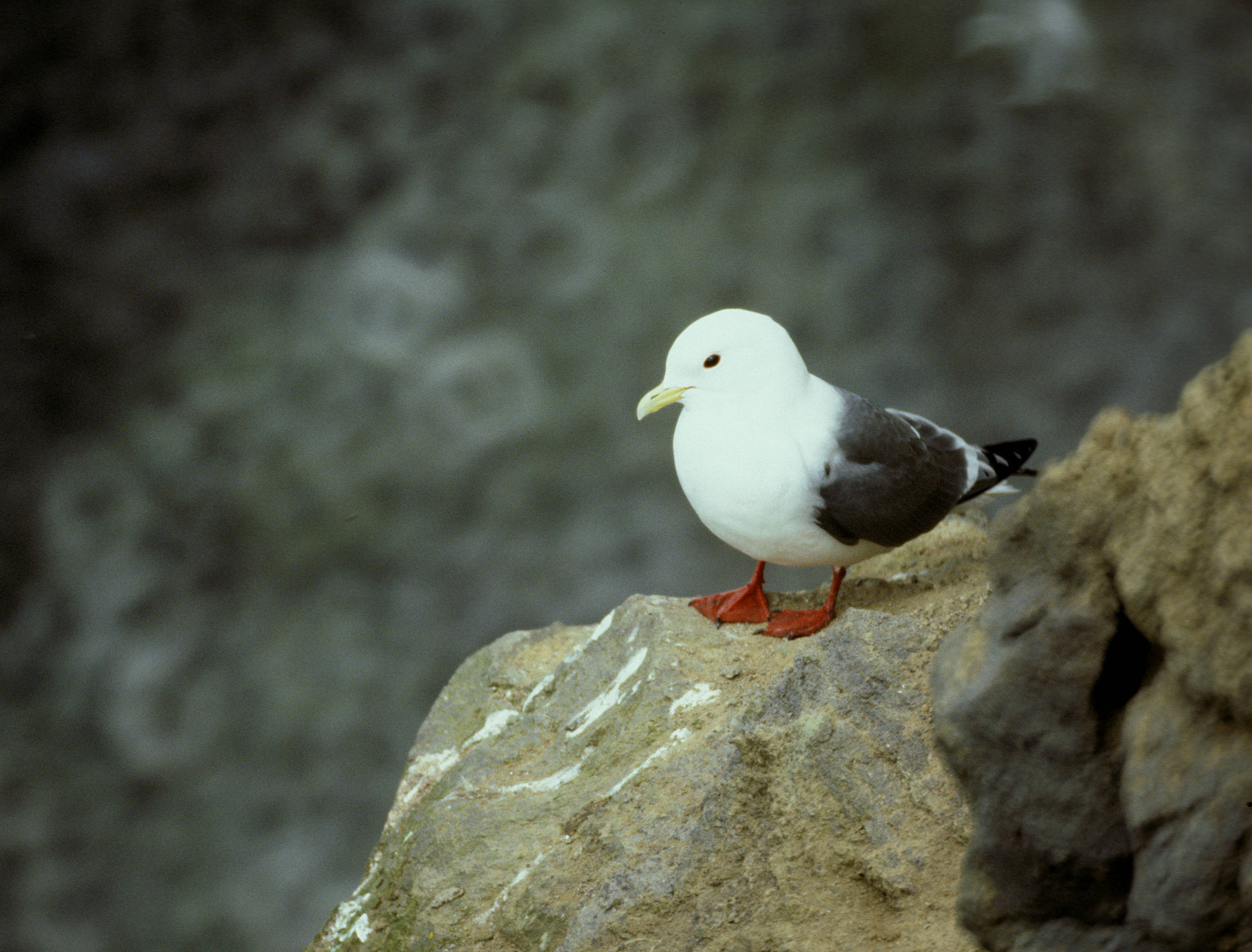
Gaviota de pico corto.

A diferencia de las demás gaviotas que tienen pollos moteados, los de las gaviotas del género Rissa tienen plumajes blanquecinos y esponjosos, porque tienen menor necesidad de camuflarse por estar menos expuestos a los depredadores al criarse en acantilados poco accesibles. Además se diferencian de los pollos de las demás gaviotas que son seminidífugos y se desplazan por los alrededores del nido, en que los pollos de estas dos especies permanecen instintivamente quietos y sentados en el nido para evitar despeñarse. Los juveniles necesitan tres años para alcanzar la madurez. Éstos en invierno tienen una franja gris oscura en la parte posterior de cuello además de la mancha difusa detrás de los ojos que les sale a los adultos.

## Hábitat y distribución
Las gaviotas del género Rissa son aves de alta mar que solo suelen acercarse a la costa para anidar. Se distribuyen por los océanos del hemisferio norte. Son muy gregarios durante la época de cría, en el verano, y forman colonias muy grandes, densas y ruidosas a menudo compartiendo espacio con los araos. Son las únicas especies de gaviotas que anidan exclusivamente sobre acantilados y rocas.  
Las gaviotas tridáctilas o gaviotas de patas negras son una de las especies de aves marinas más numerosas. Crían en colonias que se extienden por el Pacífico desde las islas Kuriles, a lo largo de la costa del mar de Ojotsk, el mar de Bering, las islas Aleutianas, al sureste de Alaska, y en el Atlántico desde las costas norteamericanas, pasando por Groenlandia hasta las costas europeas llegando al sur a la península ibérica y al norte a las islas del Ártico. En invierno la distribución se extiende más al sur y al interior de los mares. 
En cambio la gaviotas piquicortas o gaviotas de patas rojas tienen una distribución muy limitada en el mar de Bering, criando solo en las islas Pribilof, Islas Bogoslof|Bogoslof y Buldir en los Estados Unidos y las islas del Comandante en Rusia. En estas islas forma colonias compartidas con la gaviota tridáctila aunque hay cierta segregación de especies en estos acantilados compartidos.